# Alfons De Wit
Alfons De Wit (Mol, 5 oktober 1921 - ?, 11 maart 2015) was een Belgisch politicus voor de BSP / SP.

## Levensloop
Beroepshalve was hij actief als ovenlader in een zinkfabriek, tevens was hij syndicaal actief in de ondernemingsraad van het bedrijf. Later werd hij actief als bieruitvoerder.
Bij de lokale verkiezingen van 1964 werd hij verkozen als gemeenteraadslid te Mol. In 1974 werd hij 'schepen van Sociale Zaken, Huisvesting, Coördinatie en Commissie Openbare Onderstand' in opvolging van Urbain Schuerwegen, deze laatste werd de nieuwe burgemeester na het overlijden van toenmalig burgemeester Jozef Cools. Wanneer ook Schuerwegen een jaar later overleed nam De Wit de burgemeesterssjerp over. Waarnemend burgemeester in de tussentijd was Carlo Van Elsen (VU). De Mol oefende de functie uit tot de gemeenteraadsverkiezingen van 1976
Hij overleed op 11 maart 2015 in familiekring.